# チェーザレ・ベネデッティ
チェーザレ・ベネデッティ（Cesare Benedetti、1987年8月3日 - ）はイタリア、ロベレト出身の自転車競技選手。

## 経歴

### 2009
リクイガスのトレーニーとしてプロデビュー。

### 2010
チーム・ネットアップと契約。以来、移籍を行わずアシスト役としてチームに貢献。

### 2019
ジロ・デ・イタリア第12ステージでプロ初勝利。

### 2021
ポーランド国籍を取得

## 主な戦績

### 2019
- ジロ・デ・イタリア 区間優勝(第12ステージ)